# Gärbodklint
Gärbodklint är den högsta punkten (132,2 m ö.h.) i Kedumsbergen i Västergötland. Den högsta punkten ligger i Södra Kedums socken i Vara kommun. Här finns ett torn som tidigare tillhört militären men som nu inhyser en väderradar.